# Школа (телесеріал, 2018)
«#Школа» — український телесеріал про життя сучасної школи, підлітків, їхні стосунки з учителями та батьками. Виробництво — «1+1 продакшн». Режисерами телесеріалу виступили Ірина Литвиненко, Сергій Толкушкін та Сергій Уманець. Головні ролі зіграли Яніна Андрєєва, Микита Вакулюк, Олена Курта, В'ячеслав Богушевський, Єлизавета Василенко, Олександр Петренко, Ірина Кудашова, Данило Черкас, Анна Трінчер, Карина Чернявська, Олег Виговський та Богдан Осадчук.
З 15 січня 2018 року перший сезон транслювався на каналі «1+1», де став найрейтинговішим серіалом на українському ТБ у телесезоні осінь 2017 — зима 2018. Фінальний третій сезон телесеріалу під назвою «Школа. Випускний» транслювали з 4 по 14 березня 2019 року.
У ЗМІ серіал позиціонується як перший український підлітковий серіал.

## Сюжет

### 1 сезон
Пара молодих учителів випадково потрапляє на роботу до однієї з українських шкіл. Успішна бізнес-леді Катерина пішла працювати до школи вчителькою економіки, щоб налагодити стосунки із донькою. Вона зустрічається із новим вчителем англійської мови Алексом, згодом, це знайомство змінює їхнє життя, адже вони раніше не були вчителями. Школа для них стає випробуванням. Вони і в школі діють так, як діяли у звичайному житті. А неправильно написаний план уроку або незаповнений вчасно шкільний журнал може стати причиною звільнення.
У серіалі багато уваги приділено актуальним проблемам школярів, з якими вони стикаються у підлітковому віці: цькування однолітків, нерозуміння в родині, хабарі вчителям та інтриги у педагогічному колективі та серед учнів. 

### 2 сезон «Недитячі ігри»
Герої переходять в 11 клас. Вони дорослішають, разом з тим складнішають і їх проблеми. Лола знайшла собі нового залицяльника, який набагато старший за неї. А минуле Ніки дає про себе знати, вона відчуває себе в небезпеці. Катерина вимушена покинути посаду директора, а стан здоров'я Ігоря Сергійовича дуже незадовільний.

### 3 сезон «Випускний»
Третій сезон під назвою «Школа. Випускний» розповідає як склалося життя головних героїв після фатальної пожежі та розкриває актуальне питання для підлітків — вибір майбутньої професії та вступ до університету. Наші герої також пройдуть усі випробування випускного класу, але разом із цим, вони продовжать боротьбу за популярність серед однолітків та кохання. Пожежа стане точкою відліку у житті улюбленців глядачів, після якої вони змінять свої погляди на життя. Наприклад, все зміниться настільки, що конкурентки Лола та Ніка стануть найкращими подругами. Також стане зрозуміло, чи вдасться врятувати вагітну Дарину Петрівну, яка пішла в епіцентр полум’я, щоб знайти Тоху, та з ким залишиться Катерина Анатоліївна.

## У ролях

### Головні ролі
| Актор                  | Персонаж                          | Роль |
| ---------------------- | --------------------------------- | --- |
| Дорослі                |                                   | |
| Яніна Андрєєва         | Катерина Анатоліївна Білозерська  | Мати Вероніки Тихонової; у минулому підприємиця, вчителька економіки та класна керівниця 11-А у школі, проте за освітою — викладачка економіки. У 1 сезоні була призначена в.о. директора школи. Із 2 сезону — завуч, а наприкінці 3 сезону — директор школи. Одружилася з Алексом у 3 сезоні. |
| Микита Вакулюк         | Олександр (Алекс) Ігорович Біляєв | Учитель англійської мови, син директора школи — Біляєва Ігоря Сергійовича; до цього працював у США юристом, повернувся в Україну через проблеми з візою. Одружений з Мері, яка народила від нього дитину в 2 сезоні. Закоханий у Катерину, з якою одружується після смерті Мері.               |
| Олена Курта            | Дарина Петрівна Кисельова         | Директор школи, обіймала посаду завуча школи, учителька математики; колишня дружина вчителя української мови та літератури. Коханка Петра Сидоренка (батька Тохи), вагітна від нього. |
| Роман Лук'янов         | Кирило Євгенович Скоропадський    | Батько Вероніки, колишній коханий Катерини, начальник інспекції навчальних закладів. |
| Анатолій Тихомиров     | Ігор Сергійович Біляєв            | Батько Алекса, колишній директор школи, має проблеми з серцем, тому планує йти на пенсію. |
| В'ячеслав Богушевський | Максим (Макс) Вікторович Гармаш   | Успішний хірург, батько Дані, зустрічався деякий час із Лолою, потім — із Катею. |
| Школярі                |                                   | |
| Ірина Кудашова         | Вероніка (Ніка) Тихонова          | 15-річна дочка Катерини та Кирила, намагалася скоїти самогубство, після цього змінила школу, колишня дівчина Паші, дівчина Дані. |
| Данило Черкас          | Данило (Даня) Гармаш              | Син Максима Гармаша, колишній хлопець Ніки зі старої школи, новий учень, починає зустрічатися з Лолою, але в 3 сезоні знову зустрічається з Нікою, хоча не може забути Лолу. |
| Єлизавета Василенко    | Лоліта (Лола) Гавриленко          | Інтернет-блогерка, найпопулярніша дівчина в школі, живе з бабусею, двома молодшими братами та молодшою сестрою. Зустрічалася з Тохою, Максом, Данею та Пашею. Кохає Даню, але вони не можуть бути разом через умови його батька Максима Вікторовича.                                           |
| Олександр Петренко     | Павло (Паша) Самойлов             | Колишній хлопець Ніки та Лоли, надалі хороші друзі; учень школи, спортсмен. |
| Богдан Осадчук         | Антон (Тоха) Сидоренко            | Популярний учень школи, учень 11-Б, син поліцейського та молодої вчительки англійської, був закоханий у Лолу, у 2 сезоні зустрічається з Сонею; у 3 сезоні кидає її, але в кінці вони сходяться. Після пожежі не міг ходити через переламаний хребет, але надалі став на ноги після операції.  |
| Олег Виговський        | Назар Щербань                     | Популярний учень школи, син бізнесмена, зустрічався з Натою, Танею (після викриття розійшовся з нею) та Асею (вона вагітна від нього). |
| Анна Трінчер           | Наталія (Ната) Засеєва            | Подруга Лоли, популярна учениця школи, зустрічалася з Назаром. У 2 сезоні зустрічається з Ванею, але в 3 сезоні вони розходяться через відстань. |
| Карина Чернявська      | Анастасія (Ася) Кириленко         | Подруга Лоли, популярна учениця школи, має заможних батьків. Зустрічалася з Назаром і зараз вагітна від нього. |
| Вероніка Лук'яненко    | Єва Аністратенко                  | Двоюрідна сестра Лоли, закохана в Пашу. |

### Другорядні ролі

#### з 1 сезону
- Марина Мел'яновська — Оксана Хоменко (учениця 11-Б класу)
- Філіп Козлов — Андрій Орлов (учень 11-Б класу)
- Арно Муке — Жан Абубакар (учень 11-Б класу)
- Марія Повх — Христина Івахненко (колишня учениця 10-А класу)
- Костянтин Чернокрилюк — Герман Туманський (учень 11-А класу, закоханий у Лєру)
- Валерія Юрченко — Лєра Совенко (учениця школи, староста 11-А класу, закохана в Германа)
- Валерій Коваль — Борис Козловський (учень 11-Б класу)
- Вікторія Юрчук — Олічка (Ольга Вікторівна) (шкільна медсестра, подруга Катерини)
- Тетяна Вашневська — Єлизавета Андріївна (подруга Дарини)
- Олена Ларіна — Леся Артемівна (вчителька біології)
- Юрій Косс — Антон Володимирович (колишній вчитель української мови, колишній чоловік Дарини)
- Алеся Романова — Мері (колишня дружина Алекса)
- Сергій Власенко — Петро Семенович Сидоренко (поліцейський, тато Тохи, коханець Дарини)
- Олег Уколов — Гаврило Щербань (тато Назара)
- Влад Куніцин — Дядя Толя (вітчим Оксани)
- Ольга Кособродова — Тамара Хоменко (мама Оксани)
- Наталія Потапова — мама Жана
- Марина Орел — Марія Павлівна (колишня буфетниця)
- Олена Речич — Міла Робертівна (журналістка)
- Олена Вознесенська — Алла (коханка Кирила)
- Вікторія Ільїна — Юлія Володимирівна (мама Тохи)
- Ганна Безменова — мама Христини
- Марк Терещенко — Ілля (молодший брат Лоли)
- В'ячеслав Рак — Орест (залицяльник Нати)

#### з 2 сезону
- Марія Кондратенко — Софія (Соня) Міщенко (інтернет-блогерка, популярна дівчина в школі, конкурентка Лоли, зустрічається з Тохою, учениця 10-А класу)
- Богдан Шелудяк — Єгор (Борзий) Новохатський (колишній друг Дані, у 3 сезоні став ворогом, колишній учень школи, розбишака, закоханий у сестру Тохи — Лізу)
- Олександр Григор'єв — Євген Васильович Іващенко (батько Мері, бізнес-партнер Макса)
- Юлія Колодюк — Юлія Володимирівна Сидоренко (вчителька англійської, мама Тохи)
- Андрій Бойко — Іван (Ваня) Гончарук (учень 10-А класу, діджей та соліст гурту, колишній хлопець Нати)
- Ніно Басілая — Неллі (учениця 10-А класу, барабанщиця з гурту Вані та його дівчина)
- Власта Грабовська — Єлизавета (Ліза) Сидоренко (учениця 10-Б, сестра Тохи Сидоренка)
- Ольга Шевченко — Таня Микитенко (учениця 10-А класу, подруга Соні та Єви, колишня дівчина Назара)
- Сергій Солопай — Едуард Пилипович Волоценко (вчитель фізики, завуч)
- Артем Поддубняк — Валерій Іванович (вчитель фізкультури, брат Анжеліки Іванівни)
- Єлизавета Шароха — Анжеліка Іванівна (колишня вчителька фізкультури, сестра Валерія Івановича)
- Яна Коверник — Олена Сергіївна (вчителька фізики)
- Наталія Нагрудна — Жанна Засеєва (мама Нати)
- Юлія Жемчужна — Світлана Кириленко (мама Асі)

#### з 3 сезону
- Олег Венгер — Олег (вітчим Єви)

## Виробництво

### Назва
Серіал має одразу дві назви: «#Школа» (читається «ХештегШкола») та «Школа». Обидві назви є правильними. Другий сезон серіалу називається «#Школа. Недитячі ігри», третій — «#Школа. Випускний».

### Формат
Серіал «Школа» спочатку задумувався як скриптед-серіаліті для денного слоту. Але виникли проблемні питання щодо дозволів від батьків для відтворення історій та необхідності передублювання діалогів українською мовою у постпродакшині (не у всіх акторів виходило вільно висловлюватись українською наживо). Відповідно замість денного серіаліті було вирішено створити повноцінний телесеріал для прайму ввечері. Одним з небагатьох "залишків" з скриптед-серіаліті-витоків серіала є те що у 1-му сезоні всі актори ходили у власному одязі (а не у студійних костюмах).

### Ідея
За словами креативної продюсерки серіалу Ксенії Чорної сценарій творці писали на основі реальних історій з життя українських учнів випускних класів, розказаних їхніми батьками.
У серіалі зачіпаються актуальні для української освіти проблеми: цькування учнів, «синій кит», наркоманія в школах, цькування вчителів, стосунки дітей і батьків у неблагополучних сім'ях, педофілія, рання вагітність, сексуальні скандали щодо шкіл тощо.

### Локація та хронологія
Місто, де знаходиться школа і відбуваються головні події серіалу, конкретно не називається, але в підробному свідоцтві про смерть Лоліти Гавриленко, місцем "смерті" вказано місто Житомир.
Хронологічно події серіалу почались у 2017 році.

### Зйомки
Зйомки першого сезону проходили в одній з українських шкіл у липні—вересні 2017 року. Оскільки терміни були стислі, знімальний процес відбувався швидко. Всього було знято тридцять серій для першого сезону.
У лютому 2018 року продюсер серіалу підтвердила, що серіал продовжено на другий сезон, прем'єра якого була запланована на 27 серпня 2018 року. 12 червня 2018 року в одній з київських шкіл розпочались зйомки 2 сезону серіалу.
Якихось деталей про фільмування третього сезону, як от локації зйомок чи дата початку зйомок, «1+1» не розголошувало.

### Музика
Саундтреком серіалу стала композиція українського гурту «Антитіла» «Там, де ми є» (TDME), яка була презентована 26 грудня 2017 року на «Сніданок з 1+1». Саундтрек серіалу також є рингтоном телефона одного з головних героїв (персонажа на ім'я Андрій). Даний рингтон у цього персонажа можна почути у 7 серії 1 сезону. Також композиція «Між Світами» ще одного українського гурту «Cloudless» увійшла до саундтреку серіалу. Також композиція українського гурту «Фіолет» – Тиша.

### Реклама
Починаючи з 2-го сезону в серіалі присутня реклама, зокрема у 2-му сезоні з'являється зображення таких брендів: мобільні додатки ASKfm та Viber, косметика Lamel, снеки Флінт, магазин електроніки Eldorado, рюкзаки KITE, напій «Фанта» тощо.

## Реліз

### Показ з україномовним оригіналом
Перший сезон транслювався на каналі «1+1» від 15 січня до 15 лютого 2018 року. Другий сезон транслювався на каналі «1+1» під назвою «Школа. Недитячі ігри» від 27 серпня до 11 жовтня 2018 року. Телепрем'єра третього сезону під назвою «Школа. Випускний» розпочалася 4 березня й закінчилася 14 березня 2019 року.
З 1 березня 2019 року у мобільному додатку «1+1 video» глядачі мали змогу придбати ранній доступ до третього сезону серіалу, який давав змогу дивитися серії у додатку на день раніше аніж у телеефірі.

### Показ із російським дубляжем
На каналах «Новый мир» (Німеччина) і «3+» (Латвія) транслювали тільки перший сезон серіалу «Школа» в російському дубляжі. Інші сезони російською не дубльовано у зв'язку зі законом про україномовні квоти на телебаченні.
Російськомовний дубляж було створено на студії відділу адаптації й дубляжу телеканалу «1+1» у 2018 році. Російською телесеріал дублювали переважно ті ж самі українські актори, що й україномовному оригіналі, але деякі ролі було продубльовано російською іншими акторами.
Ролі дублювали:
- Катерина Сергеєва — Катя
- Андрій Твердак — Алекс
- Олена Яблочна — Дарина
- Олег Лепенець — Ігор Сергійович
- Євген Пашин — Кирило
- Роман Чорний — Петро
- Аліса Гур'єва — Олічка
- Андрій Федінчик — Паша
- Юрій Кудрявець — Назар
- Олександр Погребняк — Антон
- Павло Скороходько — Жан
- Єлизавета Зіновенко — Ніка
- Катерина Буцька — Лола
- Наталя Романько-Кисельова — Ася
- Анастасія Жарнікова-Зіновенко — Ната

А також: Олександр Завальський, Ярослав Чорненький, Анатолій Зіновенко, Максим Кондратюк, Дмитро Завадський, Михайло Жонін, Андрій Альохін, Михайло Тишин, Дмитро Нежельський, Дмитро Рассказов-Тварковський, Сергій Могилевський, Ніна Касторф, Ірина Дорошенко, Тетяна Антонова, Лариса Руснак, Лідія Муращенко, Олена Узлюк, Ольга Радчук, Наталя Ярошенко, Катерина Брайковська.

## Сезони
| Сезон | Сезон | Епізоди | Оригінальні покази | Оригінальні покази |
| Сезон | Сезон | Епізоди | Прем'єра           | Фінал              |
| ----- | ----- | ------- | ------------------ | ------------------ |
|       | 1     | 30      | 15 січня 2018      | 15 лютого 2018     |
|       | 2     | 32      | 27 серпня 2018     | 11 жовтня 2018     |
|       | 3     | 16      | 4 березня 2019     | 14 березня 2019    |

## Відгуки кінокритиків

### 1 сезон
Перший сезон серіалу отримав змішані відгуки від українських критиків. Серед найбільших плюсів серіалу, критики відзначила його україномовність та, не зважаючи на його певну банальність, доволі високу правдоподібність сюжету. Критик відео-журналу GeekJournal Тайлер Андерсон розкритикував всі аспекти серіалу, однак відзначив непогану акторську гру деяких персонажів, як от Анатолія Тихомирова (директор школи), Олени Курти (завуч) та Філіпа Козлова (учень школи).
Серед найбільших недоліків, критики відзначили «гламурність», вилизаність і штучність, попри задекларовану, нібито, «реалістичність» серіалу. Також критикувались проблеми з мовою: часткова російськомовність серіалу (викладачка у першій серії першого сезону спілкується російською; в серіалі постійно звучить російськомовна попса; також в серіалі часто з'являються російськомовні елементи побуту, як от російськомовна клавіатура смартфону, російськомовний інтерфейси телефонів та ноутбуків, російськомовний текст у газетах тощо) та використання у серіалі суржику, підкресливши дисонанс російської мови/суржику на фоні україномовності решти серіалу. Підбір акторів, як стверджують критики, відбувався скоріше за зовнішніми даними, тож українські діалоги звучать у їхніх устах штучно, натягнуто, з частими збоями. Зокрема, критик видання Pingvin Вікторія Грицина зазначила, що хоча «серіал ніби як україномовний, але дуже часто чути суржик, а у першій серії взагалі, викладачка говорить російською, а на фоні свята лунає російська попса.» До інших недоліків серіалу Андерсон та Грицина віднесли слабку акторську гру підліткових героїв серіалу, що напевне було спричинено кастингом у серіал професійних моделей, а не акторів, а кінокритик espreso.tv Лєна Чичеріна серед претензій серіалу назвала «нелогічності у сюжеті, фальшиву [акторську] гру, та нарочитість у розмовах.»

### 2 сезон
Критик відеожурналу GeekJournal Тайлер Андерсон 7 листопада 2018 року випустив рецензію на 2 сезон серіалу «Школа». У своєму огляді Андерсон відмітив, що у загальному 2 сезон ще гірший за попередній. На відміну від 1 сезону, у серіалі з'явилася реклама, для якої прописують окремі сцени. Також серед недоліків відсутність логіки подання подій, відсутність будь-яких наслідків. Жахлива акторська гра поєднується з тим, що жоден актор не говорить українською у житті, що проявляється у поганій вимові українських слів. GeekJournal також зазначив, що незважаючи на заявлену україноцентричність серіалу у ньому присутнє копіювання подій з російського інформаційного простору: пожежа у торговельному центрі «Зимова вишня» тощо. Блогер додав, що монтаж та графіка у серіалі залишились на поганому рівні, а дубляж бажає залишатись кращим. Серед переваг — збільшене музичне оформлення. Нині відео недоступне на YouTube через конфлікт блогера з телеканалом «1+1».

### 3 сезон
Критик відеожурналу GeekJournal Тайлер Андерсон 15 травня 2019 року випустив рецензію на 3 сезон серіалу «Школа». У своєму огляді Андерсон відмітив, що у загальному 3 сезон ще гірший за попередні два сезони. Андерсон зазначив, що як і в попередніх сезонах, третій сезон так само має дуже нелогічний сюжет з нелогічним поданням подій та відсутністю будь-яких наслідків; як приклад Андерсон наводить сюжетну лінію зникнення журналу який у кінці сезону раптово з'являється без пояснень. У третьому сезоні, як і в попередніх, відчувається жахлива україномовна вимова більшості акторів, з якої відчувається що всі вони не говорить українською у житті. Нині відео недоступне на YouTube через конфлікт блогера з телеканалом «1+1».

## Нагороди та номінації
| Рік  | Премія                     | Номінація                        | Результат | Дж.    |
| ---- | -------------------------- | -------------------------------- | --------- | ------ |
| 2018 | «XXL Men's Awards»         | Відкриття року                   | Перемога  | [ 29 ] |
| 2018 | «Золотий лайк»             | Серіал року                      | Перемога  | [ 30 ] |
| 2019 | Рейтингу «Знято в Україні» | Найкращий серіал 2016-2018 років | Перемога  | [ 31 ] |

## Рейтинги
Перший сезон серіалу став найрейтинговішим серіалом на українському ТБ у телесезоні осінь 2017 — зима 2018 серед глядачів 18-54 років. У середньому одну серію серіалу дивилися приблизно 2 млн глядачів, а всього за перші два дні телепоказу телесеріал побачили 10 млн осіб. 
У 2018 році перша серія першого сезону також стала найпереглядуванішим відео на Youtube в Україні серед немузичних відео.

## В інших медіа

### Книга за мотивами серіалу
15 вересня 2018 року відбулася презентація книжки-приквелу до серіалу «Щоденник Лоли» від видавництва #книголав та письменниці Ольги Купріян. Сюжет книги охоплює події, які відбуваються у житті популярної школярки Лоли до першого сезону серіалу.

## Нотатки
1. ↑  у першому епізоді першого сезону є декілька реплік російською; також у серіалі часом присутній суржик
2. ↑  з 1 березня 2019 року у мобільному додатку «1+1 video» серії третього сезону були доступні до телеефірного показу.